# Constantin Barbu
Constantin Barbu (n. 16 mai 1971, Galați) este un fost fotbalist român. A fost golgeterul în sezonul Diviziei A 1997-1998, marcând același număr de goluri ca și Ion Oană, 21.
Meciuri
- Meciuri jucate în Divizia A: 144 meciuri - 84 goluri.
- Cupe europene: 8 meciuri - 5 gol.
- Golgeter al Diviziei A: 1998 - 21 goluri.